# Čchasu

Náramení insignie.

Čchasu (korejsky 차수, Hanča 次帥) je vysoká vojenská hodnost Severní Koreje. Často je překládána jako vice-maršál. Hodnost je vyšší než daejang (generál) a nižší než wonsu (maršál). Tato hodnost se málokdy uděluje vojákům profesionální armády, a jedná se tak spíše o politicko-vojenskou hodnost.
Celkově tuto hodnost obdrželo 29 lidí.

## Seznam severokorejských vice-maršálů
| Vice-maršálové Korejské lidově demokratické republiky | Vice-maršálové Korejské lidově demokratické republiky | Vice-maršálové Korejské lidově demokratické republiky | Vice-maršálové Korejské lidově demokratické republiky         |
| Osoba                                                 | Osoba                                                 | Datum povýšení                                        | Poznámky                                                      |
| ----------------------------------------------------- | ----------------------------------------------------- | ----------------------------------------------------- | ------------------------------------------------------------- |
|                                                       | Choe Yong-gon최용건 (1900–1976)                       | 2. únor 1953                                          |                                                               |
| Vice-maršálové Korejské lidové armády                 |                                                       |                                                       |                                                               |
| Osoba                                                 | Osoba                                                 | Datum povýšení                                        | Poznámky                                                      |
|                                                       | O Jin-u오진우 1917–1995                               | 14. dubna 1985                                        | Povýšen na maršála Korejské lidové armády dne 20. dubna 1992. |
|                                                       | Ju To-il주도일 1922–1994                              | 20. dubna 1992                                        |                                                               |
|                                                       | Ri Ul-sol리을설 1921–2015                             | 20. dubna 1992                                        | Povýšen na maršála Korejské lidové armády dne 8. října 1995.  |
|                                                       | Choe Kwang최광 1918–1997                              | 20. dubna 1992                                        | Povýšen na maršála Korejské lidové armády dne 8. října 1995.  |
|                                                       | Choe In-dok최인덕 1920–2003                           | 20. dubna 1992                                        |                                                               |
|                                                       | Paek Hak-rim백학림 1918–2006                          | 20. dubna 1992                                        |                                                               |
|                                                       | Ri Tu-ik리두익 1921–2002                              | 20. dubna 1992                                        |                                                               |
|                                                       | Kim Pong-ryul김봉률 1917–1995                         | 20. dubna 1992                                        |                                                               |
|                                                       | Kim Kwang-jin김광진 1927–1997                         | 20. dubna 1992                                        |                                                               |
|                                                       | Kim Ik-hyon김익현 1916–2009                           | 15. dubna 1994                                        |                                                               |
|                                                       | Jo Myong-rok조명록 1928–2010                          | 8. října 1995                                         |                                                               |
|                                                       | Ri Ha-il리하일 * 1935                                 | 8. října 1995                                         |                                                               |
|                                                       | Kim Yong-chun김영춘 1936–2018                         | 8. října 1995                                         | Povýšen na maršála Korejské lidové armády dne 14. dubna 2016. |
|                                                       | Kim Il-chol김일철 * 1933                              | 13. dubna 1997                                        |                                                               |
|                                                       | Jon Jae-son전재선 * 1940                              | 13. dubna 1997                                        |                                                               |
|                                                       | Pak Ki-so박기서 1929–2010                             | 13. dubna 1997                                        |                                                               |
|                                                       | Ri Jong-san리종산 1922–2011                           | 13. dubna 1997                                        |                                                               |
|                                                       | Kim Ryong-yon김룡연 1916–2008                         | 7. září 1998                                          |                                                               |
|                                                       | Ri Yong-mu리용무 * 1925                               | 7. září 1998                                          |                                                               |
|                                                       | Jang Song-u장성우 1933–2009                           | 13. dubna 2002                                        |                                                               |
|                                                       | Ri Yong-ho리영호 * 1942                               | 27. září 2010                                         |                                                               |
|                                                       | Kim Jong-gak김정각 * 1941                             | 15. února 2012                                        |                                                               |
|                                                       | Choe Ryong-hae최룡해 * 1950                           | 7. dubna 2012                                         |                                                               |
|                                                       | Hyon Chol-hae현철해 * 1934                            | 7. dubna 2012                                         | Povýšen na maršála Korejské lidové armády dne 14. dubna 2016. |
|                                                       | Hyon Yong-chol현영철 1949-2015                        | 16. července 2012                                     | Degradován na armádního generála.                             |
|                                                       | Hwang Pyong-so황병서 * 1949                           | 26. dubna 2014                                        |                                                               |
|                                                       | Ri Myong-su리명수 * 1934                              | 14. dubna 2016                                        |                                                               |
|                                                       | Pak Jong-chon박정천                                   | 23. května 2020                                       | Povýšen na maršála Korejské lidové armády dne 5. října 2020   |